# Helena (Alabama)
Helena é uma cidade localizada no estado americano do Alabama, no Condado de Jefferson e Condado de Shelby.

## Demografia
Segundo o censo americano de 2000, a sua população era de 10.296 habitantes.
Em 2006, foi estimada uma população de 13.863, um aumento de 3567 (34.6%).

## Geografia
De acordo com o United States Census Bureau tem uma área de 44,3 km², dos quais 44,2 km² cobertos por terra e 0,1 km² cobertos por água. Helena localiza-se a aproximadamente 146 m acima do nível do mar.

## Localidades na vizinhança
O diagrama seguinte representa as localidades num raio de 24 km ao redor de Helena.